# 中村アン
中村 アン（なかむら アン、英: Anne Nakamura、1987年9月17日 - ）は、日本の女優、ファッションモデル、タレント。
東京都江東区出身。プラチナムプロダクションを経て、2024年3月からUNiQUEに所属。

## 略歴

### 生い立ち
東京の下町に育ち、江東区立数矢小学校、目白学園中学校・高等学校 を経て、東洋英和女学院大学を卒業した 。
小学校5年生の頃に深川に引っ越して、25歳まで暮らす。
高校から大学時代までチアリーディング部に所属する。高校3年生の時にはキャプテンを務める。同じ時期に芸能のスカウトをされたが、チアリーディングで大学への推薦を受けていたため辞退する。高校時代、大学時代ともに全国大会に出場した。

### モデルとして
大学2年生の時、モデルオーディションに友人に誘われる形で出場しグランプリを獲得。しかしそこで芸能界入りはせず。
大学3年生の時に就職活動をしていたが芸能界入りも考える。それまでも何度かスカウトの声をかけてもらっていた。学籍を残したまま事務所で活動しようとオファーを受けていたプラチナムプロダクションに入り、大学卒業と同時に本格的に芸能活動に挑戦する。親の反対を押し切ったこともあり、3年間の期限付きで許しを貰った。
ファッション誌のモデルや放送番組のレギュラーを持つ一方、2010年に『G☆RACE』の一員として同年度のSUPER GTイメージガールを務めた。
2013年頃より毒舌&不潔「キャラ」を売りにタレントとしてもブレーク。自身を印象づけるために始めた前髪を無造作にかき上げた髪型と派手な色のワンピースのスタイルは、やがて「かき上げヘア」「かき上げスタイル」などとしてその髪型を真似する若い女性が続出するようになる。
2014年に競輪のイメージキャラクターとしても活動した。さらに、2014年冬に出会ったクロスフィットにより鍛え上げたしなやかな筋肉と引き締まった健康的なボディは、レスパスフィットネス意識調査で女性の理想の体型の1位に選ばれる など、女性の憧れの「美ボディ」として注目を浴びるようになる。
2015年10月6日、『第28回 日本 メガネ ベストドレッサー賞』の「サングラス部門」を受賞した。

### 女優として
フジテレビ系のテレビドラマで2015年8月に放送された『ほんとにあった怖い話 夏の特別編2015』に出演してから女優業を本格的に始め、2015年10月期ドラマ『5→9〜私に恋したお坊さん〜』で民放連続ドラマに始めてレギュラー出演し、フジテレビ月9ドラマに初出演。以降、10クール連続でドラマへ出演 した。
2018年4月期の日本テレビ系テレビドラマ『ラブリラン』でドラマ初主演を務めた。

## 人物
- 本名は中村友子。芸名の「アン」は、片仮名の名前なら覚えてもらいやすいと事務所から指摘され、「ユリア」「ケイト」など複数の候補の中から短くて潔いと「アン」に決めた[20]。
- 両親は新潟県佐渡島の佐渡市（旧・佐和田町）出身[4][12][22]。3人姉弟の長女で、1歳下の弟と8歳下の妹がいる[23][24][25]。2017年に父がリタイアしたのをきっかけに夫婦で佐渡へ戻った[12]。本人は毎年佐渡へ出かけている[26][27][28]。
- テレビ番組のシューイチで共演する比嘉梨乃（ヒガリノ）[29] や、同じ事務所の黒木なつみ[30] と仲が良い。元AKB48の川崎希は高校の同級生に当たる[31]。
- 太りやすい体質であるため、体型を維持するためにクロスフィットを行っている[32]。日ごろからハードなトレーニングに取り組む理由として、「大きなチャンスが飛び込んできたとき、それに応えられる体でありたい。仕事や自分のためだと思うと、きつくても乗り越えられる」と語っている[33]。また、ボクシング中継のMC就任を機にボクシングに興味を持ち、ボクササイズにも取り組んだことがある[34]。
- モデルとして下着姿や水着姿になる事にあまり抵抗はないとのこと[35]。
- 2018年2月11日に放送されたバラエティ番組『林先生が驚く初耳学！』（TBS）で、林修はスタジオに登場して早々、ゲスト出演していた中村に「正義感の強い男性はお好きですか？」と質問。それに対して中村は「好きです」と回答した[36]。
- 2021年4月期の火曜ドラマ『着飾る恋には理由があって』（TBS）の役作りのために、ロングヘアを30センチ以上切った新しいヘアスタイルを披露した[37]。

## 出演

### 広告
- アプリケーションソフト「YONE×Ravi」（2009年）
- まつ毛美容液「ピンクスマジックフラッシュ」（2009年）
- AEONトップバリュ「HEATFACT」（2011年）
- WINTER SPORTS FESTA season11 冬スポ!!（2011年）
- AEONトップバリュ「COOLISHFACT」（2012年）
- ピーチ・ジョン（2018年） - イメージキャラクター[33][38]
- 西川「エアー」（2019年 - ）[39]

### CM
- ワコール
  - 「女神のヒミツ ヴィーナスフィットブラ」（2014年3月）
  - 「約束のブラ」（2014年6月）
- KEIRIN 「Welcome To KEIRIN!」（2014年4月 - 2015年3月）
- リプトン 「リモーネ」（2014年）
- 花王
  - 「エマール」（2014年9月）
  - 「ビオレ」（2015年3月）
  - 「ビオレ 美肌ケアできる汗ふきシート」（2016年）
  - 「バブ」（2016年）[40]
- サントリー サントリープレシャス（2015年4月、北海道限定）[41][42]
- H.I.S.「中村アン H.I.S.でハワイに来ました。」（2016年）
- NHKオンデマンド
- ABC MART （2015年 - ）
- 楽天 楽天市場（2016年）
- ライオン（2018年 - ）
  - 「Lightee（ライティー）」（2021年）[43]
- ARUHI（2018年 - ）[44]
- ATAMI BAY RESORT KORAKUEN　(2018年）
- アリナミン製薬「ビオスリー」（2019年 - ）[45]
- コーセー
  - 「スポーツビューティUVウェア」（2019年1月）
  - 「インフィニティ」（2019年9月）
- ユピテル
  - バーチャルペット「Juno(ユノ)」（2021年）[46]
  - ドライブレコーダー 「marumie」（2021年）[47]
- エースコック
  - 「スープはるさめ 」（2019年 - ）[48]
- 東京シティ競馬 イメージキャラクター（2024年）[49][50]

### テレビ番組
- ラボ☆マイスター（フジテレビ、2009年4月 - 9月）
- もしも（フジテレビ、2009年3月・2010年1月・7月）
- THE1億分の8（毎日放送・TBS系）
- すぽると!（フジテレビ、2010年4月 - 2011年3月）金曜レギュラーリポーター
チアリーディングの経験を生かしてCM前にポンポンをかざして応援するアイキャッチがあったが、5月中旬以降中村のコーナーが事前収録になったことからこのアイキャッチの放送はほぼ放送されていない。
- シューイチ（日本テレビ、2011年4月 - 2012年3月）
- とりあえず生中（三杯目）〜チャレンジの水曜日〜 （ニコニコ動画、2010年4月 - 10月）
- Girls TV!（日本海テレビ、2012年4月 - 2013年3月）MC
- 週末めとろポリシャン♪（TOKYO MX、2013年1月11日 - 2015年3月27日）
- 千原ジュニアのヘベレケ（東海テレビ、2013年7月14日・10月27日）MCアシスタント
- 噂の現場直行ドキュメン ガンミ!!（TBS、2013年9月 - 2015年3月）
- スギるんです（テレビ東京、2014年3月3日 - 24日）
- 恋んトス（TBS、2014年7月 - 2018年3月） - MC
- 仮説コレクターZ（NHK BSプレミアム、2015年4月 - 9月） - MC
- FUJI BOXING（フジテレビ、2016年 - ） - MC
- UFC TIME（フジテレビ、2016年4月 - 2018年3月） - MC
- #nakedEve（関西テレビ・フジテレビ、2016年10月 - 2017年3月28日） - MC[51]
- 歌ネタゴングSHOW 爆笑!ターンテーブル（2021年4月11日 - 6月13日、TBS） - ゲストMC

### テレビドラマ
- しぇいけんBABY! -Shakespeare Syndrome-（2010年1月3日、フジテレビ） - 渡辺松子 役
- ドン★キホーテ 第4話（2011年7月30日、日本テレビ）
- オンナ♀ルール 幸せになるための50の掟（2013年4月8日 - 6月14日、NOTTV / 2014年1月1日 - 3月29日、日本テレビ）- 本城結衣 役
- ほんとにあった怖い話（フジテレビ）
  - ほんとにあった怖い話 夏の特別編2015「黒い日常」（2015年8月29日）
  - ほんとにあった怖い話 夏の特別編2023「視線の出処」（2023年8月19日） - 主演・河野美奈 役[52]
- 5→9〜私に恋したお坊さん〜（2015年10月12日 - 12月14日、フジテレビ） - 伊能蘭 役
- 家族ノカタチ（2016年1月17日 - 3月20日、TBS） - 梢あや 役[53]
- お義父さんと呼ばせて（2016年1月19日 - 3月15日、関西テレビ・フジテレビ） - 愛川希和 役[54]
- 世界一難しい恋（2016年4月13日 - 6月15日、日本テレビ） - リリコ 役
- 世にも奇妙な物語 '16春の特別編「美人税」（2016年5月28日、フジテレビ） - 田島麗子 役[55]
- 営業部長 吉良奈津子（2016年7月21日 - 9月22日、フジテレビ） - 今西朋美 役[56]
- 水族館ガール 第5話（2016年7月29日、NHK総合） - 沢渡夏子 役[57]
- レンタル救世主（2016年10月9日 - 12月11日、日本テレビ） - 秦野いろは 役[58]
- 突然ですが、明日結婚します（2017年1月23日 - 3月20日、フジテレビ） - 桐山莉央 役[59]
- 小さな巨人（2017年5月21日 - 6月18日、TBS） - 横沢亜美 役[60]
- あいの結婚相談所（2017年8月11日 - 9月1日、テレビ朝日） - 金城麗美 役[61]
- 片想い（2017年10月21日 - 11月25日、WOWOW） - 佐伯香里 役[62]
- きみが心に棲みついた（2018年1月30日 - 3月20日、TBS） - 成川映美 役[63]
- ラブリラン（2018年4月5日 - 6月8日、読売テレビ・日本テレビ） - 主演・南さやか 役[64]
- 義母と娘のブルース 第9話（2018年9月11日、TBS） - 謎の女 役
- SUITS／スーツ（フジテレビ） - 玉井伽耶子 役
  - Season1（2018年10月8日 - 12月17日）[65]
  - Season2（2020年4月13日 - 10月19日）
- 集団左遷!!（2019年4月21日 - 6月23日、TBS） - 木田美恵子 役[66]
- グランメゾン東京（2019年10月20日 - 12月29日、TBS） - 久住栞奈 役
  - スペシャルドラマ グランメゾン東京（2024年12月29日、TBS）[67]
- スイッチ（2020年6月21日、テレビ朝日） - 佐藤亜希 役[68]
- 危険なビーナス（2020年10月11日 - 12月13日、TBS） - 蔭山元美 役[69]
- 着飾る恋には理由があって（2021年4月20日 - 6月22日、TBS） - 羽瀬彩夏 役[70]
- 日本沈没-希望のひと-（2021年10月10日 - 12月12日、TBS） - 相原美鈴 役[71]
- DCU〜手錠を持ったダイバー〜（2022年1月16日 - 30日、TBS） - ヒロイン・成合隆子 役[72]
- NICE FLIGHT!（2022年7月22日 - 9月9日、テレビ朝日） - ヒロイン・渋谷真夢 役[73]
- イチケイのカラス スペシャル（2023年1月14日、フジテレビ） - 嶋津奈都子 役[74]
- キッチン革命 第2夜（2023年3月26日、テレビ朝日） - 本郷栄子 役[75]
- ケイジとケンジ、時々ハンジ。（2023年4月13日 - 6月8日、テレビ朝日） - 矢部律子 役[76][77]
- ONE DAY〜聖夜のから騒ぎ〜（2023年10月9日 - 12月18日、フジテレビ） - 八幡柚杏 役[78][79]
- 大奥 Season2「幕末編」（2023年11月7日 - 12月12日、NHK総合） - 能登 / 志摩 役[80]
- 約束 〜16年目の真実〜（2024年4月11日 - 6月13日、読売テレビ・日本テレビ） - 主演・桐生葵 役[81]
- 青島くんはいじわる（2024年7月6日 - 9月14日、テレビ朝日） - 主演・葛木雪乃 役（渡辺翔太とダブル主演）[82]
- 連続テレビ小説 おむすび 第87回 - 最終回（2025年2月4日 - 3月28日、NHK） - 蒲田令奈 役[83]
- 災（2025年4月6日 - 5月11日、WOWOW） - ヒロイン・堂本翠 役[84]
- キャスター 第6話・第7話（2025年5月18日・25日、TBS） - 藤井真弓 役[85]
- こんばんは、朝山家です。（2025年7月6日 - 、朝日放送テレビ） - 主演・朝山朝子 役（小澤征悦とダブル主演）[86]

### 配信ドラマ
- しろときいろ〜ハワイと私のパンケーキ物語〜（2018年3月1日 - 4月3日、Amazon Prime Video） - 澤野紗江 役[87]
- 安全なビーナス（2020年10月25日 - 12月13日、Paravi） - 蔭山元美 役[88]
- 僕の手を売ります（2023年10月27日 - 、FOD・Amazon Prime Video）[89]
- 愛のあとにくるもの（2024年9月27日、Coupang Play / 10月11日 - 25日、Amazpn Prime Video） - 小林カンナ 役[90]

### 映画
- 静かなるドン 新章（2009年9月5日公開、クロックワークス） - 真理 役
- A.I. love you（2016年12月10日公開、KATSU-do） - 内藤恭子 役
- ミックス。（2017年10月21日公開、東宝） - 佐藤風香 役
- 名も無き世界のエンドロール（2021年1月29日公開、エイベックス・ピクチャーズ） - リサ 役
- マスカレード・ナイト（2021年9月17日公開、東宝） - 奥田真由美 役
- グランメゾン・パリ（2024年12月30日公開、東宝 / ソニー・ピクチャーズ エンタテインメント） - 久住栞奈 役[91]
- 災 劇場版（2026年公開予定、ビターズ・エンド） - 堂本翠 役[92]

### 舞台
- 演劇集団Z-Lion「笑ってもいい家」（2023年7月1日 - 9日、東京・俳優座劇場） - 主演・吉澤朱音 役[93]

### テレビアニメ
- アニ×パラ〜あなたのヒーローは誰ですか〜 episode 10（2020年3月31日、NHK BS1） - 國分のぞみ 役[94]

### 劇場アニメ
- ファインディング・ドリー（2016年7月16日公開、ディズニー） - デスティニー 役

### ラジオ
- まだまだゴチャ・まぜっ!〜集まれヤンヤン〜（2010年4月10日 - 2011年4月9日、MBSラジオ） - レギュラー
- 田原俊彦インターネットラジオ「リラックスタイム5」（2010年4月2日 - 9月10日、アスペクトデジタルメディア）
- TKO・中村アンのちょこっと やってまーす!（2014年4月5日 - 2016年4月9日 、MBSラジオ） - パーソナリティ

### その他
- 『クロヒョウ 龍が如く新章』（セガ、2010年9月22日発売） - CG出演。共演：手島優、星あや[95]
- 『ニモ&フレンズ・シーライダー』（東京ディズニーシー、2017年5月12日オープン） - デスティニーの声

## 作品

### アルバム
G☆RACE
- SUPER EUROBEAT presents SUPER GT 2010（2010年4月28日、avex trax） - 曲名『FLY HIGH!!』
- SUPER EUROBEAT presents SUPER GT 2010 -Second Round-（2010年9月8日、avex trax） - 曲名『FLY AGAIN』

## 著書

### 雑誌
- BAILA（2016年 - 2022年）- レギュラーモデル
- andGIRL（2012年 - 2019年）- レギュラーモデル

### スタイルブック
- ANNE BALANCE（2014年9月17日、エムオン・エンタテインメント）

## 受賞歴
- 第12回COTTON USA AWARD（2015年） - Miss COTTON USA[96]
- 第2回「花嫁アワード」（2015年）[97]
- 第28回日本メガネベストドレッサー賞（2015年） - サングラス部門[98]
- ベストスマイル・オブ・ザ・イヤー2019（2019年）[99]